# Amnirana fonensis
Espèce
Synonymes
- Hylarana fonensis (Rödel & Bangoura, 2004)

Statut de conservation UICN

 DD  : Données insuffisantes
Amnirana fonensis est une espèce d'amphibiens de la famille des Ranidae.

## Répartition
Cette espèce est endémique du sud-est de la Guinée. Elle se rencontre sur le pic de Fon dans la chaîne du Simandou,.

## Étymologie
Son nom d'espèce, composé de fon et du suffixe latin -ensis, « qui vit dans, qui habite », lui a été donné en référence au lieu de sa découverte, le pic de Fon.

## Publication originale
- Rödel & Bangoura, 2004 : A conservation assessment of amhibians in the Forêt Classée du Pic de Fon, Simandou Range, southeastern Republic of Guinea, with the description of a new Amnirana species (Amphibia Anura Ranidae). Tropical Zoology, Firenze, vol. 17, p. 201-232.